# Palette master 463 l
Pour les articles homonymes, voir HCU.

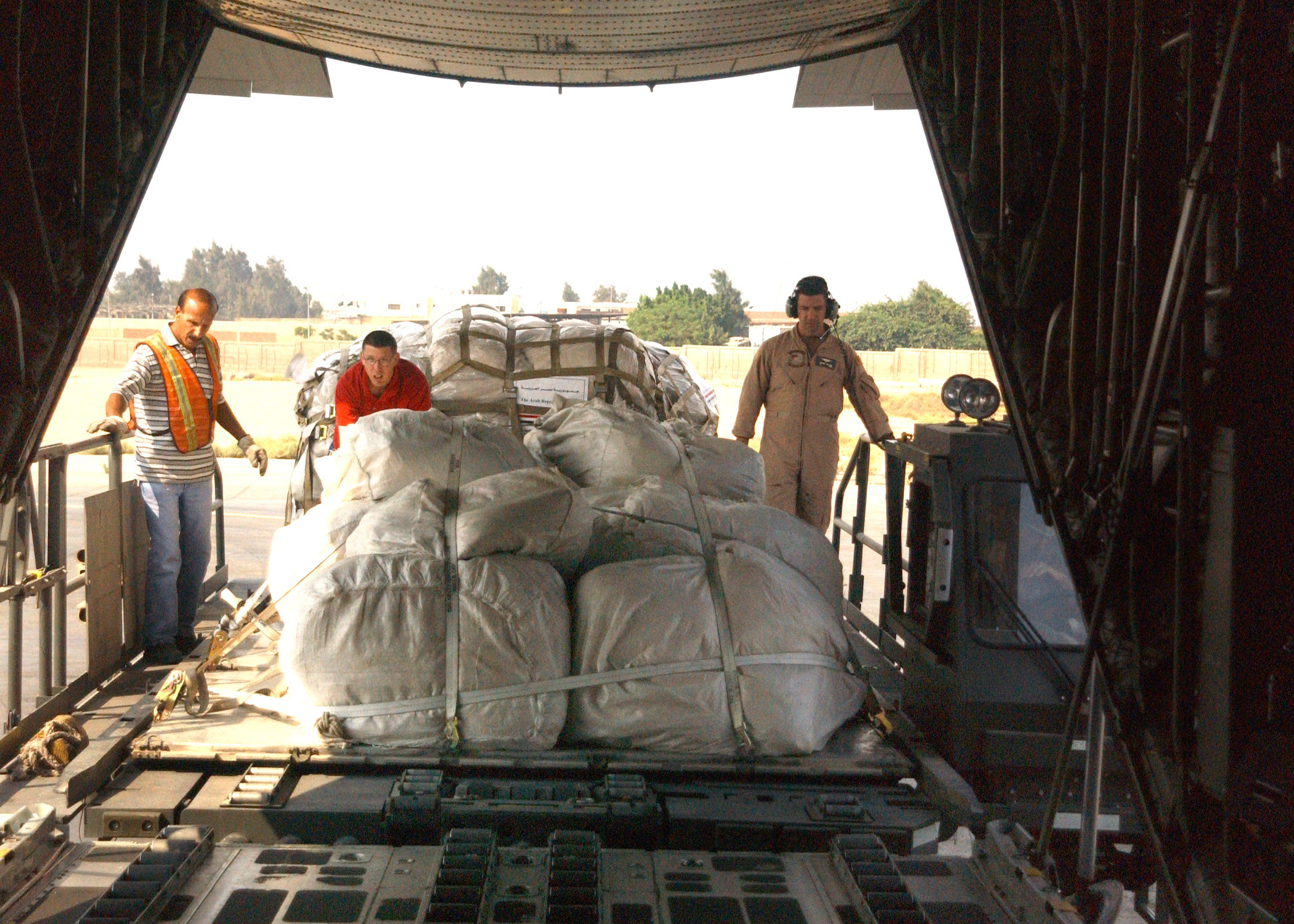
Palettes de nourriture donnée par l’Égypte pour de l’aide humanitaire à destination du Pakistan à bord d'un C-130 américain en 2005.

La palette master 463 l (anglais : Master Pallet 463L dans la codification d'origine américaine), désignée également HCU-6/E, est une palette de manutention standardisée utilisée pour le transport de fret aérien dans la logistique militaire. Il s’agit de la principale palette de fret aérien de la United States Air Force (USAF) et de facto des aviations de l'OTAN et de nombre de nations utilisant des avions de transport militaire occidentaux, conçue pour être chargée et déchargée sur les transporteurs aériens militaires actuels ainsi que sur de nombreux aéronefs cargos civils de la flotte de la réserve civile (Civil Reserve Air Fleet).

## Historique

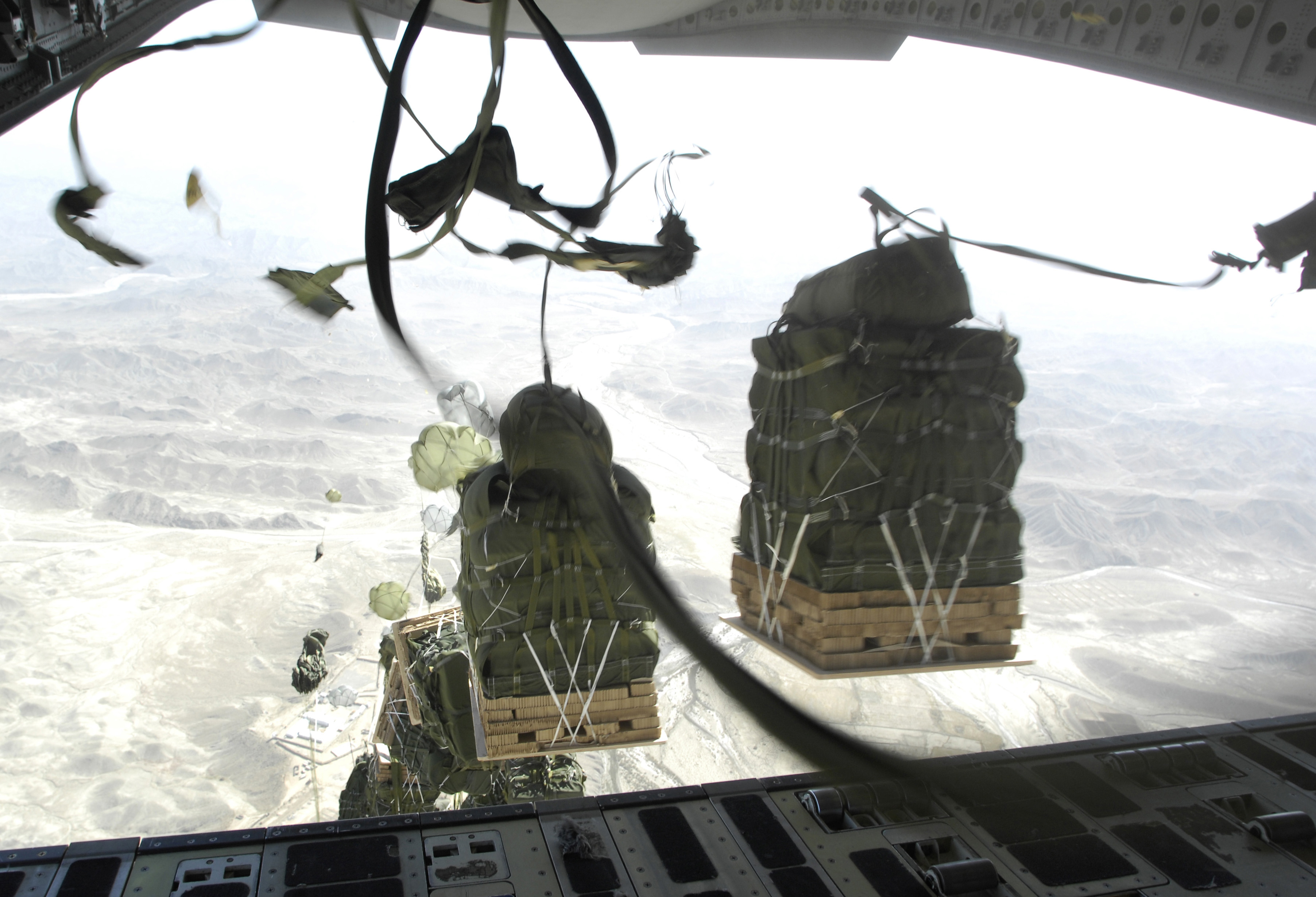
Largage depuis un C-17 au-dessus de l’Afghanistan en 2007.

Le projet "SS-463L" a été mis au point par un comité de l'US Air Force en 1957 et attribué à la Douglas Aircraft Company en 1959. Les spécifications du "Système de manutention de la cargaison de palettes SS-463L" pour les aéronefs ("463L") comprenaient une « palette » pour répondre à un élément des spécifications de manutention de ce système. La « palette maîtresse » a été sous-traitée à AAR Cadillac Manufacturing Corporation, anciennement AAR Cadillac Corp, et maintenant AAR Corp (en).
Dans les années 1950, l'US Air Force utilisait un système de désignation standard pour tous les projets récompensés. Le « SS » représente « Système de support », le « 463 » représente une catégorie de système général attribuée, les séries 400 à 499 pour « Systèmes de support » et le suffixe « L » représente également les « Systèmes de support ». Le « 463L » ne représente pas la date de mise en service de la palette (avril 1963); c'est le nom du système.
La palette standard HCU-6/E du système « 463L » a été conçue et mise au point au début des années 1960 par l'AAR Cadillac Corp. pour mettre en œuvre le « Système de manutention de cargaison de palettes SS-463L », désormais appelé « Système d'assistance à la manutention 463L ». 
La conception originale de la palette HCU-6/E était conforme aux normes du système universel de rails de manutention du fret conçu en 1962 pour les avions de transport Lockheed C-130 Hercules et Lockheed C-141 Starlifter. La nouvelle palette HCU-6/E robuste constitue une amélioration radicale par rapport aux anciennes palettes légères en bois de balsa utilisées par l’armée de l’air américaine précédemment.

## Description

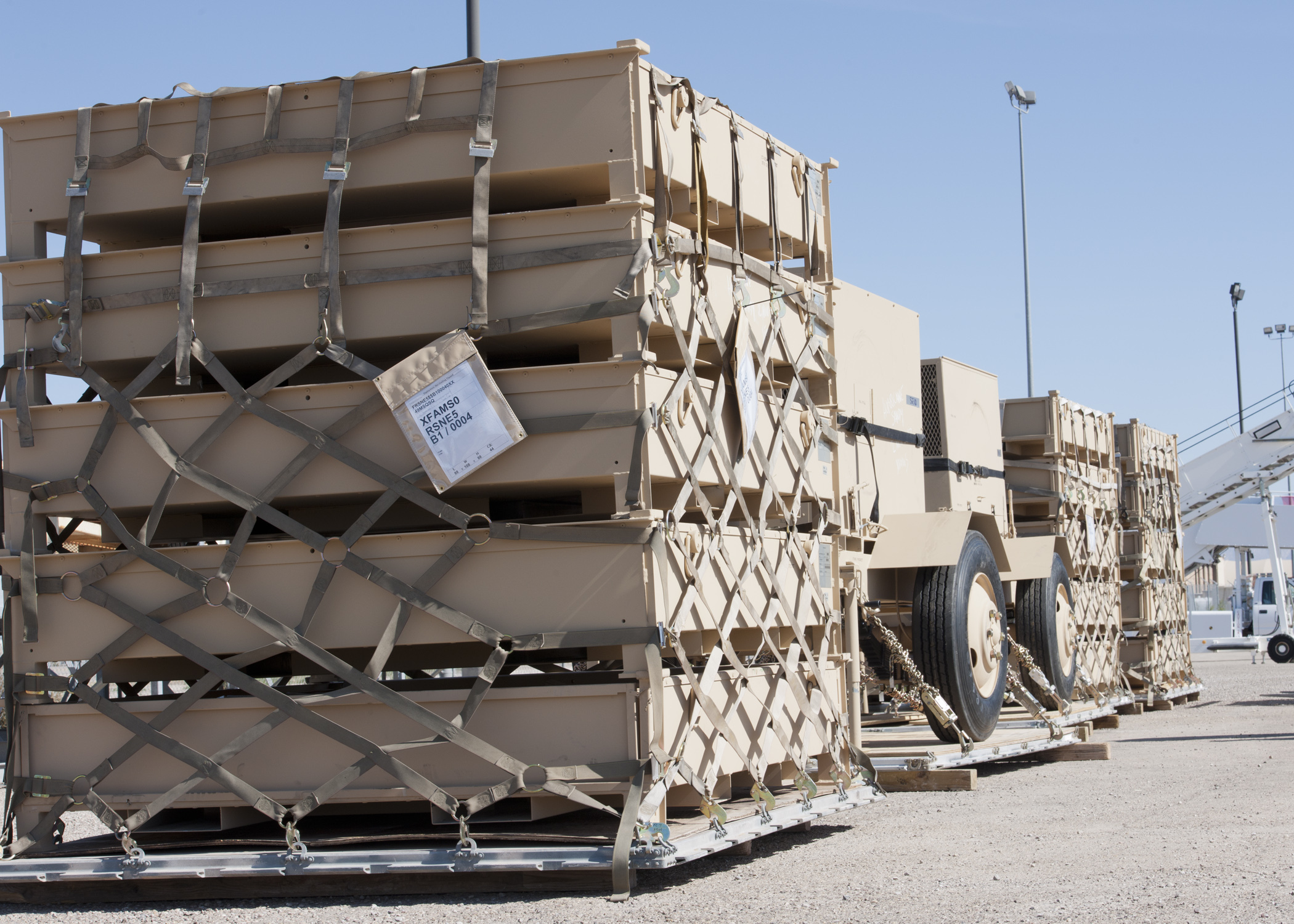
Palettes préparées à Holloman Air Force Base pour les secours à la suite de l'ouragan Sandy de 2012.

Chaque palette HCU-6/E mesure 224 cm (88 pouces) de large, 274 cm (108 pouces) de long et 5,7 cm (2 1/4 pouces) de haut. Elles sont construites en bois de balsa et entourés d’une fine couche d’aluminium. Il y a 22 anneaux d'arrimage autour du bord, chaque masse évaluée à 3 400 kg (7 500 lb). 
L'espace utilisable est de 84 pouces (213 cm) sur 104 pouces (264 cm) pour une hauteur maximale de 96 pouces (244 cm). Il peut contenir jusqu'à 10 000 lb (un peu plus de 4 500 kg) de fret (ne dépassant pas 250 lb par pouce carré) à 8 g. Vide, chaque palette pèse 130 kg (290 lb) ou 160 kg (355 lb) avec deux filets latéraux et un filet supérieur. 

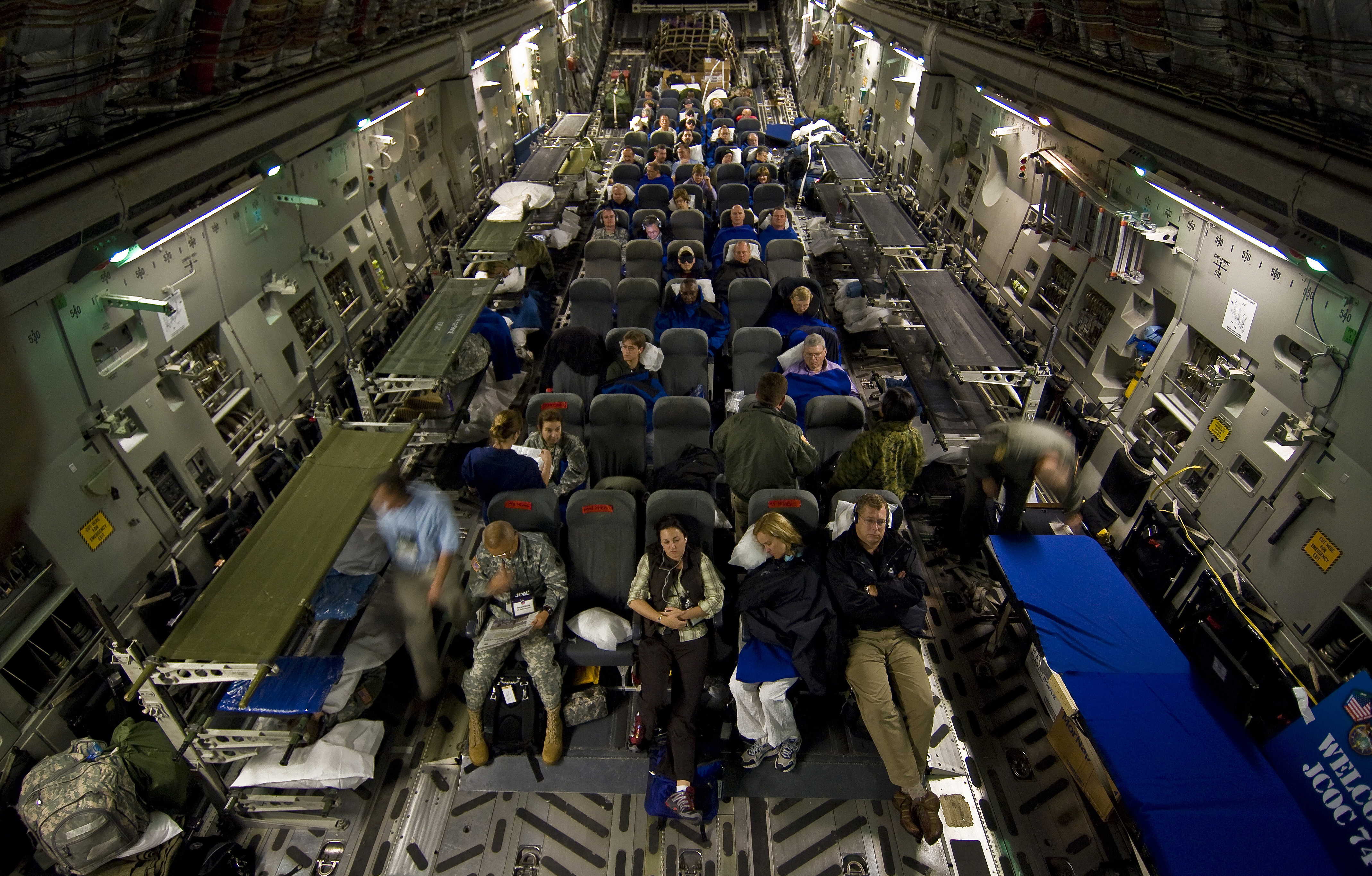
La soute d'un C-17 de l’USAF aménagée en transport de passagers avec des systèmes de sièges sur palette 463 l.

Le seul problème du système 463L est son coût élevé (1 700 dollars américains en 2005, soit 2 225 dollars actuels), ce qui signifie qu’ils sont rarement utilisés en mode intermodal. Les charges acheminées par voie aérienne sont ventilées et transférées vers d’autres types de palettes ou de conteneurs. La plateforme intermodale associée ou AIP complète depuis 2005 le 463L en utilisant une palette intermédiaire. L'AIP est placée entre le 463L et le chargement et est utilisée pour les transferts, permettant ainsi au coûteux 463L de rester dans le système de transport aérien. Le fait qu'elles n'utilisent pas le système métrique empêche l'optimisation du transport à bord des aéronefs modernes et elle est peu à peu délaissée par les palettes et conteneurs aux normes ISO depuis le début du XXIe siècle.
Sur la base de la palette principale de fret aérien HCU-/E, le filet latéral HCU-7/E, le filet supérieur HCU-15/C et le dispositif CGU-1/B ou la sangle de fret sont des composants supplémentaires. Les périphériques MB-1 ou MB-2 peuvent être utilisés avec les chaînes appropriées.
Les "Palettes master 463L" peuvent être déchargées au sol en temps de paix ou de combat.
D'autres développements ont conduit à la conception et à la fabrication de systèmes de palettisation améliorés, tels que les plateformes de sauvetage sous-marine de la marine, des sièges sur palettes (de 10 à 15 selon les modèles) et des systèmes personnalisés pour tous les avions de transport militaires avec le système de chargement de fret pour aéronefs 463L.

## Capacités des aéronefs
Voici le nombre maximum de palettes 463 l que peuvent embarquer les appareils suivants :
- AgustaWestland EH101 Merlin : 2[4]
- Sikorsky CH-53K King Stallion : 2
- Boeing CH-47 Chinook : 3
- CASA CN-235 : 4 (dont une sur la rampe)
- C-160 Transall : 5
- Lockheed C-130 Hercules : 6[6]
- Lockheed C-130H-30 : 8
- Kawasaki C-2 : 8
- A400M Atlas : 9
- Boeing 707 : 13[7]
- Lockheed C-141 Starlifter : 13[6]
- Douglas DC-8-62 : 14[7]
- Douglas DC-8-63 : 18[7]
- McDonnell Douglas C-17 Globemaster III : 18[6]
- Boeing KC-767 (en version cargo) : 19[6]
- McDonnell Douglas DC-10 : 30[7]
- Lockheed C-5 Galaxy : 36[6]
- Boeing 747 : 42[7]